# Erika Hanfstaengl
Erika Hanfstaengl (* 29. Januar 1912; † 14. November 2003) war eine deutsche Kunsthistorikerin.

## Leben und Wirken
Erika Hanfstaengl war die Tochter des Kunsthistorikers Eberhard Hanfstaengl (1886–1973) und Nichte des Kunsthändlers und Hitler-Freundes Ernst Hanfstaengl (1887–1975). Nach ihrer Schulzeit volontierte sie im Bayerischen Nationalmuseum. Sie studierte in München, Wien und Berlin Kunstgeschichte und absolvierte ein Studienjahr in den Vereinigten Staaten. Bei den Olympischen Spielen 1936 war sie als Übersetzerin tätig. 1941 heiratete sie Otto Grokenberger. Von Mai 1941 bis November 1942 arbeitete sie in Bozen für die Kulturkommission bei der Amtlichen Deutschen Ein- und Rückwandererstelle (ADERSt), direkt unterstellt dem Reichsführer-SS Heinrich Himmler und dessen SS-Ahnenerbe. Sie dokumentierte in Südtirol „deutsches“ Kulturerbe; dabei arbeitete sie mit Walter Frodl, dem Kärntner Gaukonservator und Direktor des Klagenfurter Reichsgaumuseums zusammen. Auf Frodls Betreiben erhielt sie im November 1943 eine Anstellung im Museo Civico in Udine, wo sie für Denkmalpflege zuständig war, aber auch für die „Verwertung“ von Kulturgut der verhafteten oder geflohenen jüdischen Bevölkerung der Region. Ihr vom November 1943 datierter Dienstausweis hielt fest, dass sie „mit der Durchführung von Inventarisationsarbeiten aus dem Gebiete des beweglichen und unbeweglichen Kunstbesitzes“ tätig war. Ab Januar 1944 nahm sie Aufgaben in der Dienststelle des obersten Kommissars der Operationszone Adriatisches Küstenland wahr.

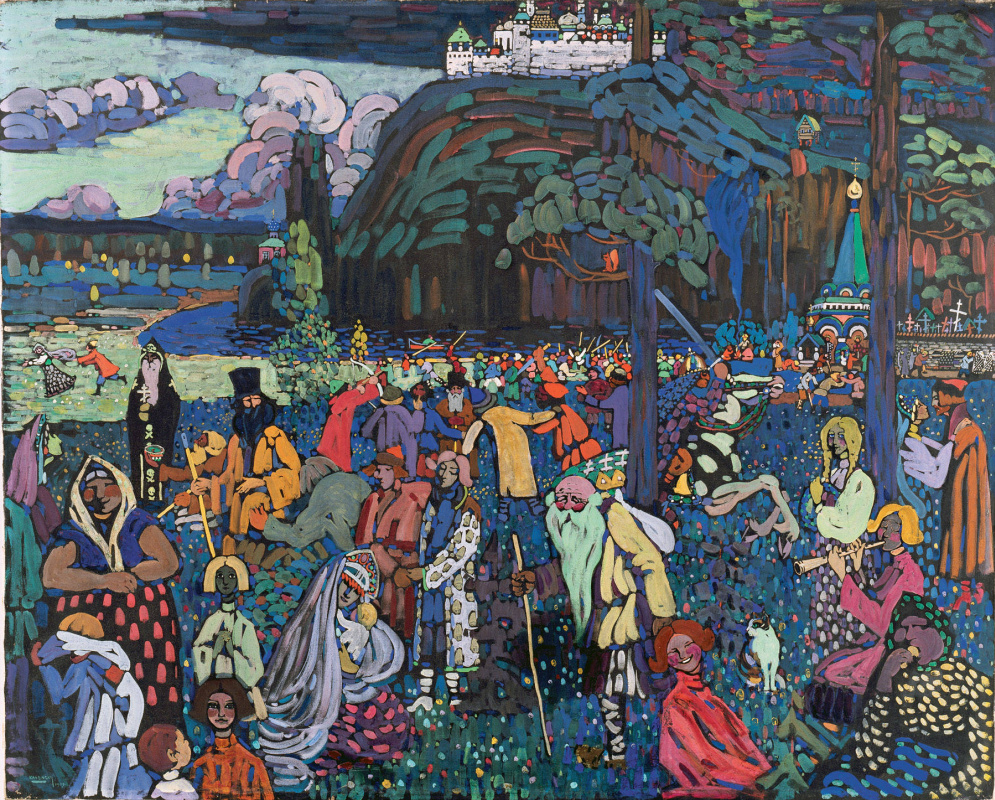
Wassily Kandinsky: Das bunte Leben (1907)

Hanfstaengl blieb bis Kriegsende 1945 in Italien; bereits im Mai 1945 erhielt sie die Möglichkeit, in München am Central Art Collecting Point für die amerikanischen Monuments, Fine Arts, and Archives Section unter Craig Hugh Smyth zu arbeiten. In dieser Funktion leitete sie umfangreiche Restitutionen an die Sowjetunion in die Wege. Smyth vermittelte ihr bei seinem Fortgang aus München eine Stelle am neu gegründeten Zentralinstitut für Kunstgeschichte.
Um 1955 erlebte sie einen kurzen Karriereknick, als ihr neuer Vorgesetzter am Institut (der ihre NS-Vergangenheit kannte) ihre Verbeamtung unter fadenscheinigen Gründen verhinderte. Kurz darauf erhielt sie die Möglichkeit, unter Hans Konrad Röthel, dem neuen Leiter des Lenbachhauses, zu arbeiten; als Kuratorin kümmerte sie sich in den folgenden Jahren um die Kunstavantgarde des frühen 20. Jahrhunderts wie Wassily Kandinsky.
Sie war in der Funktion als kommissarische Museumsleiterin auch 1972 maßgeblich beim Ankauf von Kandinskys Schlüsselwerk „Das bunte Leben“ (1907) durch die Bayerische Landesbank beteiligt, das die Witwe des Kunstsammlers Sal Slijper zum Verkauf anbot, ein Werk, bei dem sich Anfang 2017 herausstellte, dass es aus NS-Raubkunst stammte. Bis zur Besetzung der Niederlande durch die deutsche Wehrmacht 1940 war es im Besitz der Witwe des Kunstsammlers Emanuel Lewenstein (1870–1930), die es im Stedelijk Museum Amsterdam aufbewahren ließ. Nach Ansicht der NS-Forscher Christian Fuhrmeister und Stephan Klingen vom Zentralinstitut für Kunstgeschichte habe Hanfstaengl versucht, ihr NS-Unrecht „gewissenermaßem ungeschehen zu machen, indem sie sich mit der vormals verfemten Moderne beschäftigt.“
Erika Hanfstaengl starb Mitte November 2003 im Alter von 91 Jahren. Sie wurde auf dem Münchner Nordfriedhof beigesetzt.

## Publikationen
- Cosmas Damian Asam (= Münchener Beiträge zur Kunstgeschichte Band 4). Neuer Filser-Verlag, München 1939.
- mit Walter Hege (Fotos): Die Brüder Cosmas Damian und Egid Quirin Asam. München, Berlin, Deutscher Kunstverlag 1955.
- Wassily Kandinsky Zeichnungen und Aquarelle. Katalog der Sammlung in der Städtischen Galerie im Lenbachhaus München. Prestel Verlag, München 1981.